# 브로키니아아과
브로키니아아과(brocchinia亞科, 학명: Brocchinioideae 브로키니오이데아이[*])는 파인애플과의 아과이다.

## 하위 분류
- 브로키니아속 (Brocchinia)  Schult. & Schult.f.
- Ayensua L.B.Sm. - 유일종 A. uaipanensis 포함